# Дровники (Гагаринский район)
Дровники — деревня в Смоленской области.
Находилась в Гагаринском районе в 2 километрах к югу от деревни Астахово.
Впервые упоминается в 1780 году.
| 1859 | 1905 | 1926 | 2002 | 2010 | 2021 |
| ---- | ---- | ---- | ---- | ---- | ---- |
| 153  | ↗216 | ↗241 | ↘4   | ↘2   | ↗4   |

## Известные жители
Виктор Байков (1922—1993) — советский актёр театра и кино.